# Роги Хаттіна
Роги Хаттіна (англ. Horns of Hattin; араб. قرون حطين, ‎Qurûn Hattîn; івр. ‏קרני חיטין‏‎, Karnei Hittin) — згаслий вулкан в Ізраїлі, Нижня Галілея, із двома вершинами-близнюками (північною і південною), що височіє над рівниною біля поселення Хаттін. Висота — 326 м. Місце битви при Рогах Хаттіна 1187 року.